# Campagne d'Oran (1360)
Le siège d'Oran en 1360 est une attaque menée par le sultan zianide, Abou Hammou Moussa II face à la ville d'Oran encore sous possession des mérinides.

## Contexte historique
Abou Hammou, sortie de Tunis, consolide son pouvoir dans le Maghreb central après avoir repris Tlemcen aux mérinides, ces derniers tenaient encore Oran et Alger. En 1360 le sultan de Tlemcen décide de mener lui-même l'assaut afin d'installer solidement son autorité dans l'Algérie centrale (à Ténès, Médéa et Miliana).
En premier lieu, le sultan réussit à repousser une compagne menée par le mérinide Abou Salem et à chasser Abou Zayyan el-Gobbi, un membre de la famille royale zianide que Abou Salem avait laissé comme gouverneur à Tlemcen tandis qu'il repartit secourir les régions qu'Abou Hammou avait ravagées. Ensuite, toujours accompagné par les arabes Maquil, le sultan zianide se dirige vers Oran.

## Prise d'Oran
À la tête des tribus arabes Maquil et Zoghba , Abou Hammou Moussa II marche sur Oran, la place est emportée d'assaut et les Abdel-Wadites prennent la ville, massacrant beaucoup de soldats mérinides,. El Betah, Miliana, l'Ouarsenis et Oran étant sous son autorité, Abou Hammou se dirige vers l'est et reçut la soumission de Médéa, le père d'Abou Hammou, un marabout au nom de Abou Yaakoub rentre à Alger sans résistance. 